# Multisysteematrofie
Meervoudige of multisysteematrofie (MSA) is een progressieve neurologische aandoening. MSA wordt veroorzaakt door het afsterven van zenuwcellen in specifieke zones van de hersenen. De zones die het meest getroffen worden, zijn de basale kernen, de kleine hersenen en hersenstam. Deze celdegeneratie veroorzaakt problemen met beweging, evenwicht en automatische functies van het lichaam, zoals controle over de urineblaas. Vaak begint het tussen de 50 en 60 jaar. MSA komt voor bij ongeveer 1 op de 20 000 mensen en is niet erfelijk en niet besmettelijk.

## Geschiedenis
De term MSA werd voor het eerst gebruikt in 1969, hoewel het reeds meerdere benamingen kreeg zoals olivopontocerebellaire atrofie (OPCA), striatonigrale degeneratie, Parkinson-plus en het Shy-Dragersyndroom. De verwarring die veroorzaakt is door deze meerdere naamgeving heeft geleid tot een internationale consensus door medisch experts in 1997, waarbij besloten werd de aandoening multisysteematrofie (MSA) te noemen.

## Ontstaan van MSA
Zenuwcellen in de aangedane delen in de hersenen worden kleiner en gaan verloren (atrofie). Dit kan waargenomen worden met een MRI-scan. Wanneer hersenweefsel wordt onderzocht onder de microscoop kunnen gliale inclusies worden gezien. Deze gliale inclusies bevatten het eiwit α-synucleïne.

## Symptomen
Meestal is het eerste symptoom een vroegtijdig urineblaasprobleem: een toegenomen plasfrequentie, onvolledige lediging van de blaas of onmogelijkheid om urine te lozen (retentie). Deze problemen worden vaak toegeschreven aan het verouderingsproces of een aandoening van de prostaat bij mannen. Bij veel mannen komt dit voor in combinatie met een erectieprobleem.  
Vaak komen de symptomen overeen met de symptomen van parkinsonisme. Hieronder een lijst met andere symptomen die voor kunnen komen bij MSA:
- Flauwvallen
- Duizeligheid
- Stijfheid
- Moeilijkheden met schrijven
- Spierzwakte in armen en benen
- Verhoogde emotionele respons
- Rusteloze slaap
- Luidruchtig ademen dag en nacht
- Problemen met slikken
- Moeilijkheden om te kauwen
- Verstikking
- Zwakke, stille stem

## Behandeling
De behandeling van MSA betreft een combinatie van medicatie, gespecialiseerde hulpmiddelen en therapie. Bij bewegingsstoornissen wordt vaak dezelfde medicatie toegepast als bij de ziekte van Parkinson. Ook voor problemen met de bloeddruk of blaasproblemen kan vaak reguliere medicatie voorgeschreven worden. Bij infecties worden antibiotica voorgeschreven. MSA kan wel behandeld worden, maar niet genezen.

## Verschillen tussen MSA en Parkinson
Parkinsonpatiënten hebben vaak neiging tot beven, wat bij MSA-patiënten zelden het geval is. Bij de ziekte van Parkinson kunnen er ook autonome symptomen optreden, maar bij MSA spelen deze symptomen een veel grotere rol en ontstaan ze doorgaans veel vroeger in het ziekteverloop.
De intellectuele functies blijven bij MSA meestal behouden. Als MSA-patiënten naast de autonome stoornissen vooral parkinsonisme vertonen, spreekt men van MSA-P. Als MSA-patiënten naast de autonome stoornissen vooral ataxie vertonen, spreekt men van MSA-C. Ook vertonen patiënten met MSA meestal een snellere achteruitgang dan parkinsonpatiënten.